# Паспорт свердловини
Паспорт свердловини (рос. паспорт скважины; англ. well certificate; нім. Sondenlaufpass m — документ, в якому зафіксовано основні геологічні, технічні і технологічні відомості про свердловину: призначення, дата початку і кінця буріння, положення і глибина вибою, конструкція, альтитуда гирла, ротора, колонного фланця, геологічний розріз, абсолютні відмітки продуктивних пластів, дати і інтервали їх перфорації, дані експлуатації свердловини, відомості про різні випробування, ускладнення в процесі буріння і експлуатації, про роботи з їхньої ліквідації та капітальні і поточні ремонти.
Паспорт свердловини є складовою частиною справи свердловини